# Walburga Gmür
Walburga Gmür (Weimar, 1901-Dortmund, 9 de diciembre de 1974) fue una actriz teatral y cinematográfica suiza.

## Biografía
Nacida en Weimar, Alemania, era hija del pintor, cantante y actor de San Galo Rudolf Gmür (1857–1921) y de la cantante noruega Amélia Harloff. Walburga debutó como actriz teatral al lado de Elisabeth Bergner, y trabajó con contrato con Erwin Piscator, viajando en giras por Alemania, los Balcanes y la Unión Soviética. Sin embargo, y debido a la difícil situación política alemana, quedó sin trabajo y decidió mudarse a Suiza. 
Su carrera teatral suiza le llevó a actuar en el Schauspielhaus Zürich, el Stadttheater de Lucerna y el Teatro Bernhard de Zürich. Posteriormente recibió ofertas para trabajar en el cine en películas rodadas en dialecto suizo, encargándose habitualmente de pequeños papeles de reparto. Su compromiso con el Staatstheater de Darmstadt y el Theater Dortmund la llevaron de vuelta a Alemania.
Walburga Gmür falleció en Dortmund, Alemania, en 1974. Había estado casada desde 1951 con el actor Max Haufler, del que se divorció en 1964.

## Filmografía
| - 1931: Feind im Blut - 1939: Farinet ou l’or de la montagne - 1941: Das Menschlein Matthias - 1941: Extrazug – Chum lueg d’Heimet a - 1941: Me mues halt rede mitenand, Emil! - 1941: Romeo und Julia auf dem Dorfe - 1941: De Hotelportier - 1942: Der Kegelkönig - 1942: Der Schuss von der Kanzel - 1944: Postlagernd 212 - 1944: Marie-Louise - 1947: § 51 - Seelenarzt Dr. Laduner - 1948: Nach dem Sturm - 1951: Wahrheit oder Schwindel? | - 1951: Der Geist von Allenwil - 1952: Palast-Hotel - 1952: Heidi - 1953: Die Venus von Tivoli - 1953: Familie M Junior - 1955: Heidi und Peter - 1955: Polizischt Wäckerli - 1956: S’Waisechind vo Engelberg - 1959: Hinter den sieben Gleisen - 1960: Der Herr mit der schwarzen Melone - 1960: Anne Bäbi Jowäger – 1ª parte: Wie Jakobli zu einer Frau kommt - 1961: Anne Bäbi Jowäger – 2ª parte: Jakobli und Meyeli - 1962: Es Dach überem Chopf - 1972: Der Fall |